# Mengensystem
Ein Mengensystem ist in der Mathematik eine Menge, deren Elemente selbst Mengen sind.
Im Kontext der Graphentheorie wird ein Mengensystem als Hypergraph bezeichnet.

## Formale Definition
Eine Menge {\displaystyle {\mathcal {S}}} heißt Mengensystem, wenn jedes Element von {\displaystyle {\mathcal {S}}} eine Menge ist.
Ist eine Grundmenge {\displaystyle X} gegeben, so heißt jede Teilmenge {\displaystyle {\mathcal {S}}} der Potenzmenge {\displaystyle {\mathcal {P}}(X)=\{A\mid A\subseteq X\}} ein Mengensystem über {\displaystyle X}. Anders ausgedrückt: {\displaystyle {\mathcal {S}}} ist eine Menge von Mengen (also ein Mengensystem), und jedes Element von {\displaystyle {\mathcal {S}}} ist eine Teilmenge von {\displaystyle X}.
Umgekehrt ist jedes Mengensystem {\displaystyle {\mathcal {S}}} auch ein Mengensystem über seiner Vereinigungsmenge {\textstyle \bigcup {\mathcal {S}}}.

## Stabilität
Ein Mengensystem {\displaystyle S} heißt abgeschlossen oder stabil bezüglich einer Mengenoperation (Durchschnitt, Vereinigung, Komplement etc.), wenn die Anwendung der Operation auf Elemente von {\displaystyle {\mathcal {S}}} wieder ein Element von {\displaystyle {\mathcal {S}}} liefert. Mengensysteme werden oftmals bezüglich der stabilen Operationen benannt. So heißt ein Mengensystem zum Beispiel
- {\displaystyle \cap }-stabil (durchschnittsstabil) oder auch ein π-System, wenn {\displaystyle A,B\in {\mathcal {S}}\Rightarrow A\cap B\in {\mathcal {S}}} gilt;
- {\displaystyle \cup }-stabil (vereinigungsstabil), wenn {\displaystyle A,B\in {\mathcal {S}}\Rightarrow A\cup B\in {\mathcal {S}}} gilt;
- σ-{\displaystyle \cap }-stabil oder auch ein δ-System, wenn für abzählbar unendlich viele Mengen {\displaystyle A_{i}\in {\mathcal {S}},\;i\in \mathbb {N} ,} auch deren Schnittmenge {\textstyle \bigcap _{i\in \mathbb {N} }A_{i}} wieder in {\displaystyle {\mathcal {S}}} ist;
- σ-{\displaystyle \cup }-stabil oder auch kurz ein σ-System, wenn für abzählbar unendlich viele Mengen {\displaystyle A_{i}\in {\mathcal {S}},\;i\in \mathbb {N} ,} auch deren Vereinigungsmenge {\textstyle \bigcup _{i\in \mathbb {N} }A_{i}} wieder in {\displaystyle {\mathcal {S}}} ist;
- {\displaystyle \setminus }-stabil (differenzstabil), wenn {\displaystyle A,B\in {\mathcal {S}}\Rightarrow A\setminus B\in {\mathcal {S}}} gilt;
- komplementstabil, wenn {\displaystyle A\in {\mathcal {S}}\Rightarrow A^{c}\in {\mathcal {S}}} gilt.

## Beispiele
Die folgenden mathematischen Objekte sind Mengensysteme mit zusätzlichen Eigenschaften. Bei der Formulierung dieser Eigenschaften spielt oft die Stabilität bezüglich bestimmter Mengenoperationen eine Rolle.
| - δ-Ring - Dynkin-System - Fréchet-Filter - Hüllensystem - Kernsystem - Matroid - Mengenalgebra - Mengenfilter - Mengenhalbring - Mengenring |  | - Mengenverband - Monotone Klasse - Partition - Potenzmenge - σ-Algebra - σ-Ring - Topologie (System der offenen Mengen eines topologischen Raums) - Ungerichteter Graph - Zermelosystem |

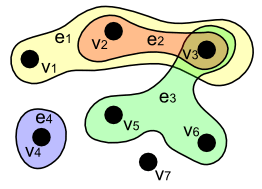
Ein Hypergraph mit 7 Knoten und 4 Hyperkanten

Ein ungerichteter Graph mit 6 Knoten und 7 Kanten

## Hypergraphen
Im Kontext der Graphentheorie wird ein Mengensystem auch als Hypergraph bezeichnet. Die Elemente der Grundmenge heißen dann Knoten und die Elemente des Mengensystems heißen Hyperkanten. Man kann sich eine Hyperkante als Verallgemeinerung einer Kante in einem gewöhnlichen Graphen vorstellen, die eben nicht zwei, sondern mehrere Knoten gleichzeitig miteinander „verbindet“. Im nebenstehenden Beispiel gilt:
Menge der Knoten {\displaystyle =\{v_{1},v_{2},v_{3},v_{4},v_{5},v_{6},v_{7}\}}.
Menge der Hyperkanten {\displaystyle =\{e_{1},e_{2},e_{3},e_{4}\}}, wobei
Hyperkante {\displaystyle e_{1}=\{v_{1},v_{2},v_{3}\}},
Hyperkante {\displaystyle e_{2}=\{v_{2},v_{3}\}},
Hyperkante {\displaystyle e_{3}=\{v_{3},v_{5},v_{6}\}},
Hyperkante {\displaystyle e_{4}=\{v_{4}\}}.
In vielen Anwendungsfällen von Hypergraphen wird die Knotenmenge als endlich festgelegt und die leere Hyperkante ausgeschlossen.
Verbindet jede Hyperkante genau 2 Knoten, liegt ein ungerichteter Graph vor (genauer: ein ungerichteter Graph ohne Mehrfachkanten und ohne Schleifen). Das Mengensystem besteht dann also nur aus 2-elementigen Teilmengen der Grundmenge. Im nebenstehenden Beispiel gilt:
Grundmenge = {\displaystyle \{1,2,3,4,5,6\}},
Mengensystem = {\displaystyle \{\{1,2\},\{1,5\},\{2,3\},\{2,5\},\{3,4\},\{4,5\},\{4,6\}\}}.

## Axiomatische Mengenlehre
In der Zermelo-Fraenkel-Mengenlehre gibt es nur einen Typ von Objekten, nämlich Mengen. Damit sind alle Elemente einer Menge selbst wieder Mengen, und die Begriffe Menge und Mengensystem stimmen überein.
Beispiel: Jede natürliche Zahl wird in diesem Zusammenhang mit der Menge ihrer Vorgänger identifiziert. Dies ergibt den folgenden Aufbau:
{\displaystyle 0=\emptyset } (die leere Menge),
{\displaystyle 1=\{0\}=\{\emptyset \}},
{\displaystyle 2=\{0,1\}=\{\emptyset ,\{\emptyset \}\}},
{\displaystyle 3=\{0,1,2\}=\{\emptyset ,\{\emptyset \},\{\emptyset ,\{\emptyset \}\}\}},
{\displaystyle 4=\{0,1,2,3\}=\dotsc },
    {\displaystyle \vdots }